# Mosca
El término mosca (del latín musca) es el nombre común de diversas especies de insectos voladores pertenecientes al orden de los dípteros (Diptera).

Cabeza y ojos de mosca

Las especies que pertenecen a la familia de la conocida mosca común (Muscidae) son moscas; algunas especies de familias próximas, como Calliphoridae o Sarcophagidae, reciben más bien el nombre de moscardones, dado su gran tamaño, su cuerpo peludo y el zumbido más grave de su aleteo. Otros dípteros reciben otros nombres, como los tábanos y los mosquitos.

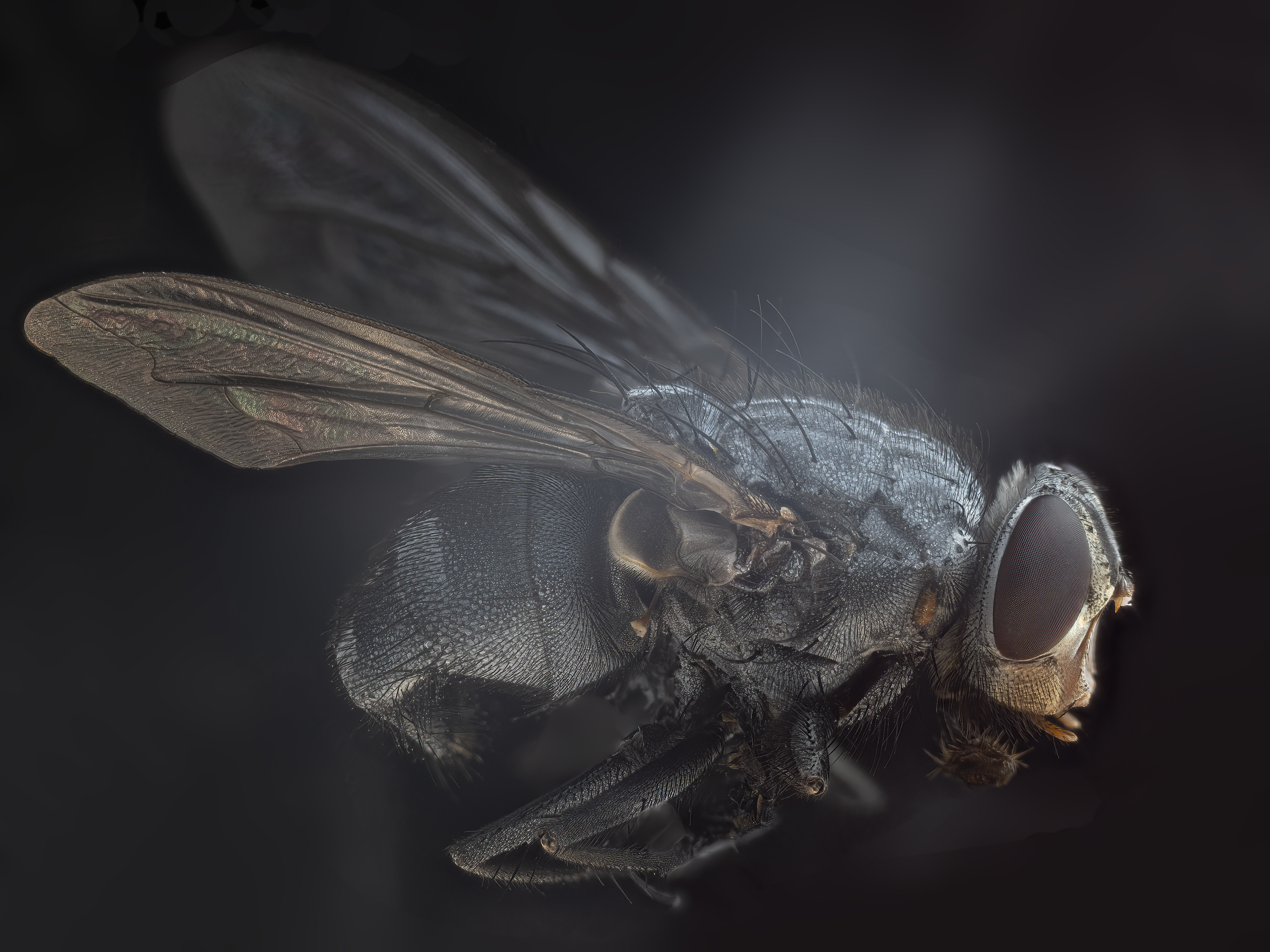
Mosca zumbadora grande

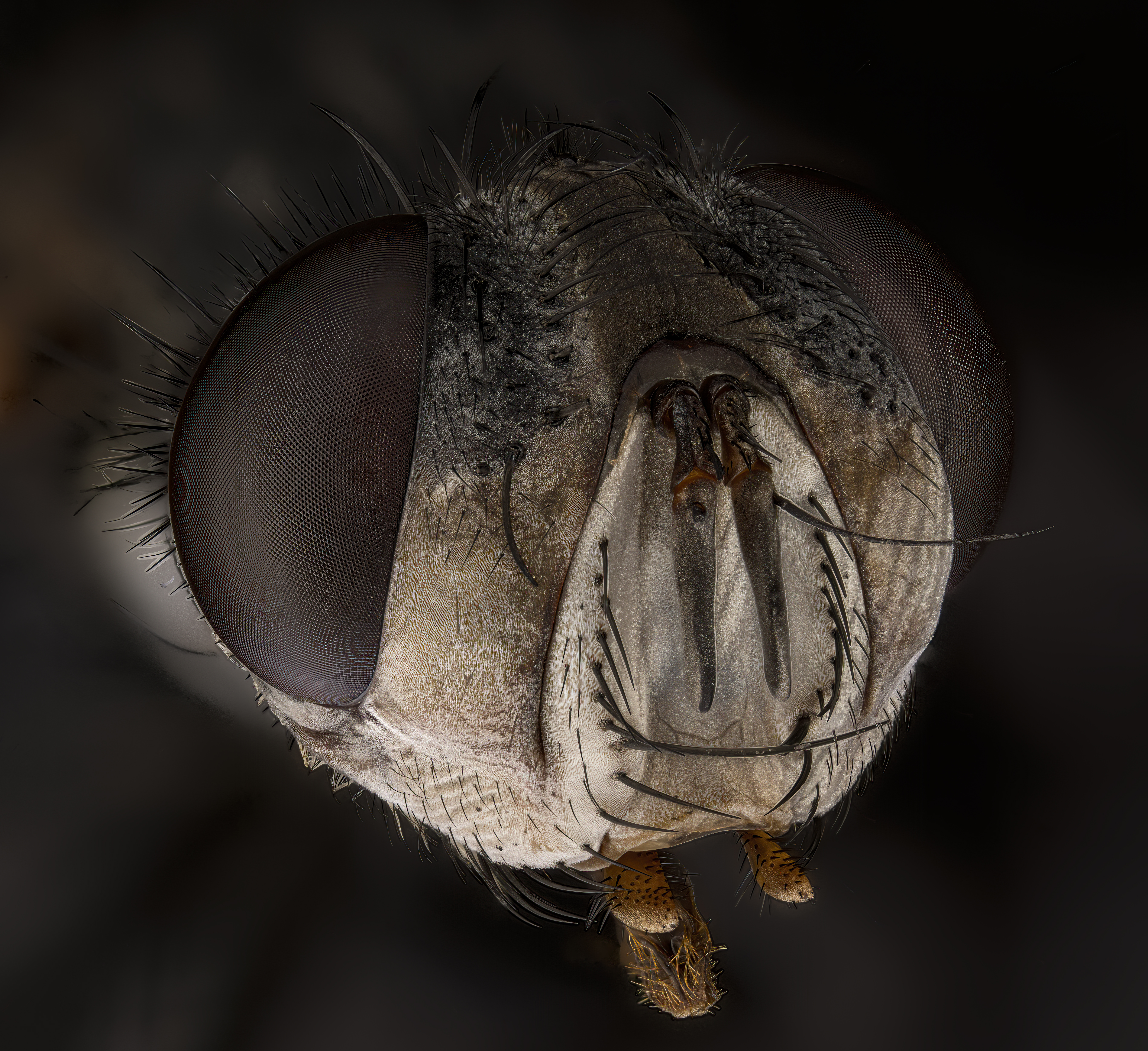
Cabeza de mosca

## Etimología
El término mosca es muy vago, y es difícil precisar qué especies se incluyen bajo esta denominación. La definición dada por el Diccionario de la lengua española no aclara el asunto; dice que tiene el "cuerpo negro", por lo que, sorprendentemente, no incluye a la mosca común (Musca domestica), cuyo abdomen es amarillento.
En otras páginas sobre etimologías, el término latino musca se asocia con la raíz indoeuropea mu-, presente en el griego myia, "mosca", de donde también "miasis", con el que se nombran las enfermedades parasitarias generadas por la parasitación con larvas de mosca.

### Otros insectos denominados moscas
Existen varios grupos de insectos que también reciben el nombre vulgar de «moscas» sin ser dípteros. Las «moscas» porta-sierra son himenópteros (del mismo orden que las abejas, avispas y hormigas); las «moscas» de mayo son efemerópteros; las «moscas» de las piedras son plecópteros; las «moscas» escorpión son mecópteros; las «moscas» blancas son hemípteros; la mosca española es un coleóptero; las «moscas» de la humedad son mosquitos, etc.

## Características

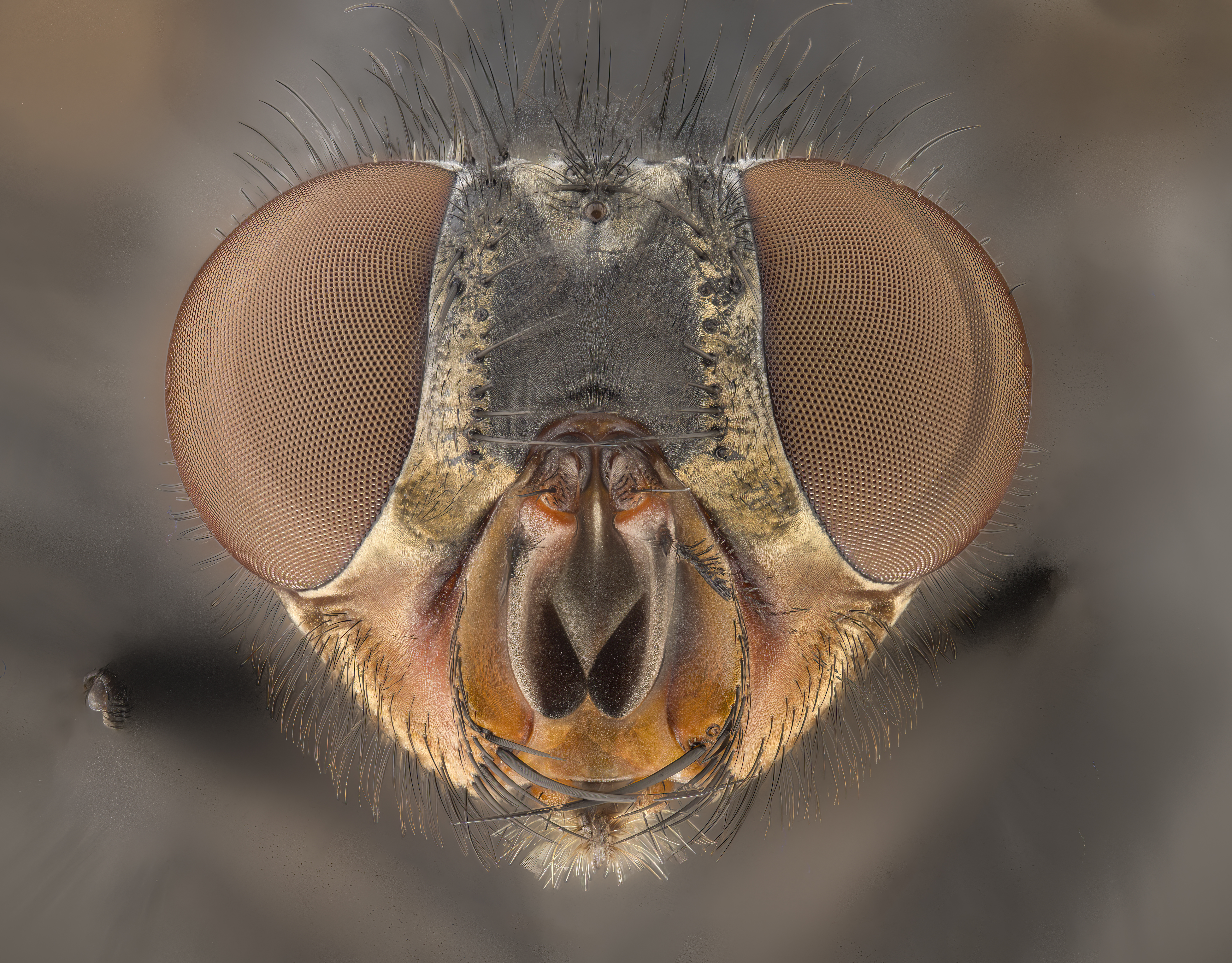
Cabeza de mosca, ojos

Anatomía de una mosca típica
I: cabeza; II: tórax III: abdomen. — 1: prescutum; 2: espiráculo delantero; 3: scutum; 4: basicosta; 5: calypters; 6: scutellum; 7: vena; 8: ala; 9: segmento abdominal; 10: balancín; 11: espiráculo posterior; 12: fémur; 13: tibia; 14: espolón; 15: tarso; 16: propleura; 17: prosternón; 18: mesopleura; 19: mesosternón; 20: metapleura; 21: metasternón; 22: ojo compuesto; 23: arista; 24: antena; 25: palpos maxilares; 26: labium; 27: labellum; 28: seudotráquea.

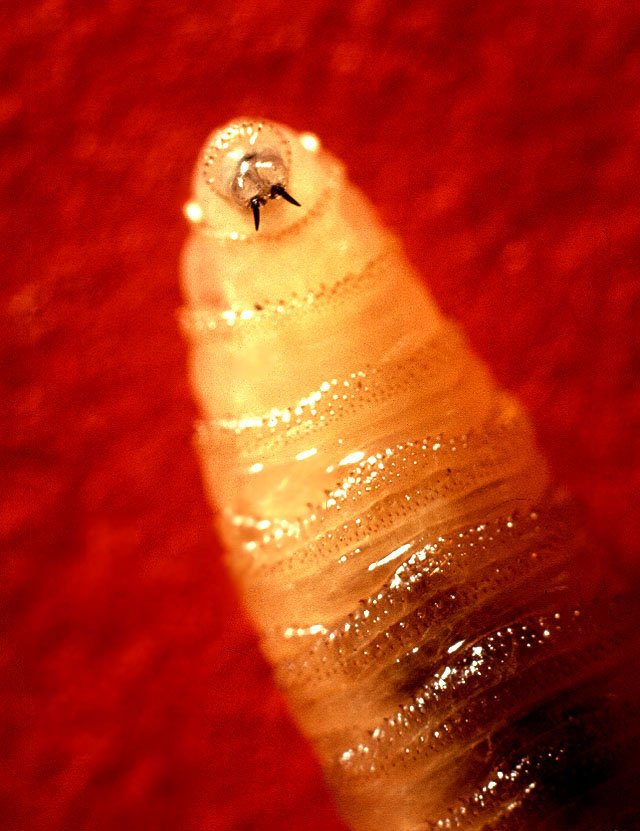
Larva de mosca causante de miasis.

Las moscas típicas (Muscidae y familias próximas), como todos los dípteros, poseen un cuerpo dividido en tres regiones o tagmas: cabeza, tórax y abdomen. Poseen ojos compuestos por miles de facetas sensibles a la luz individualmente que limpian constantemente frotando sus patas, y piezas bucales adaptadas para succionar, lamer o perforar; ninguna mosca es capaz de morder o masticar, pero muchas especies pican y succionan sangre (hematofagia). Tienen dos alas funcionales y dos posteriores que están reducidas a unas estructuras llamadas halterios o balancines, que actúan como órganos estabilizadores del desplazamiento.
Tienen el cuerpo cubierto por numerosas sedas sensoriales con las que pueden saborear, oler y sentir. Las sedas de las piezas bucales y de las patas se usan para saborear; las moscas saborean lo que pisan ya que tienen en la parte final de sus patas los receptores del sabor; si pisan algo de un sabor que les sea agradable, bajan la boca y lo vuelven a probar.[cita requerida]
Las patas poseen unas almohadillas adherentes que les permiten caminar sobre superficies lisas como el vidrio, incluso boca abajo.[cita requerida]
Las moscas, como muchos tipos de insectos, son animales de sangre fría y solo pueden recibir calor de fuentes externas, por lo que son atraídas por la temperatura corporal de las personas y otros animales, y es frecuente verlas tomando el sol.
Otra particularidad es que cada hembra pone 2000 huevos de media a lo largo de su vida.
Algunas especies de moscas (véase califóridas) muestran colores metálicos, debido a "las delgadas estructuras nanométricas que componen el caparazón y las alas".
Son muy rápidas en reaccionar ante el peligro, su cerebro procesa en 8,5 milisegundos y puede evadir el peligro en 1/3 de segundo, su velocidad promedio es entre 7 a 18 km/h. La mosca tiene un cerebro que procesa situacionalmente entre 4 y 6 veces más rápido que el ser humano, por tanto, la mosca percibe el mundo en cámara lenta si se compara con el humano. Otro aspecto interesante es que las moscas (y la mayoría de los insectos) tienen  ojos compuestos que reaccionan mecánicamente al estímulo de la luz, mientras que el humano reacciona a ella de modo fotoquímico. El ojo compuesto tiene baja resolución de imagen, pero es altamente eficaz en la detección del movimiento 

## Biología y ecología
Su ciclo de vida es holometábolo; es decir, se suceden cuatro fases morfológicas: el huevo, la larva o cresa, pupa, y el adulto o imago. Algunas especies completan este ciclo en unos pocos días; otras, en uno o dos meses. Pero en general la vida promedio de una mosca es de 15-25 días. Sin embargo, no todas las moscas ponen huevos. Algunas especies son ovovivíparas; los huevos eclosionan en el interior de la madre, de manera que las crías salen al exterior ya en forma de larvas.
Viven cerca de la materia orgánica en descomposición (basura) y en sitios en los que haya materia fecal de animales. Los animales atraen a las moscas a las pocas horas de haber muerto. También depositan formaciones coléicas sobre setas que producen excrecencias donde se desarrollarán las siguintes generaciones de insectos.La mayoría de las moscas son diurnas.

## Impacto en ecosistemas
Las moscas forman parte de casi todos los ecosistemas, en todos los hábitats terrestres. Las consecuencias de su presencia en el medio ambiente y en la sociedad humana son de importancia excepcional.
- Positivo. Las moscas y otros insectos, tales como los escarabajos excavadores, son muy importantes en el consumo y eliminación de los cadáveres de los animales. Las moscas también son esenciales en convertir la materia fecal y en la descomposición de la vegetación. Las moscas taquínidas se usan como control biológico porque parasitan a distintas especies de bichos chinches. Las moscas también sirven como presa para otros animales incluyendo aves y pequeños roedores; son así parte importante de la cadena alimentaria. Algunas son activos polinizadores (por ejemplo, se crían moscas para servir como polinizadoras en invernaderos; también son buenos polinizadores de coles, otras plantas crucíferas y cebollas).[9][10]
- Negativo. Dado que la materia fecal y la carne en descomposición atraen a las moscas, se implica a las moscas en la transmisión de enfermedades infecciosas como la disentería, el cólera y la fiebre tifoidea al contaminar los alimentos sobre los que se posan, las enfermedades diarréicas que son provocadas por enterobacterias del género Shigella, relacionadas con las moscas, tienen el mayor índice de mortalidad.[11] También son vectores en la transmisión de epizootias, como por ejemplo la mosca tse-tsé, que propaga, por picadura, la enfermedad del sueño entre los bóvidos y el ser humano. Las larvas de algunas moscas producen miasis (gusaneras o bicheras) en el ganado (Cochliomyia hominivorax, el gusano barrenador del ganado) y en el ser humano (Dermatobia hominis).

## Terapia larval
La terapia larval, también conocida como terapia de larvas o terapia de gusanos, es la introducción intencionada por parte de un profesional médico de larvas vivas y esterilizadas de moscas en heridas no cicatrizantes de animales y humanos, con el propósito de limpiar selectivamente los tejidos necróticos de la misma y promover la curación.

## Habilidad para escapar
En 2008, un equipo de investigadores en Caltech, en Estados Unidos, liderados por el profesor de Bioingeniería Michael Dickinson, publicaron en Current Biology que estos insectos deben su habilidad para escapar al hecho de que cuentan con un sofisticado sistema de defensa que los hace anticiparse a los movimientos de su atacante y responder con movimientos «muy rápidos, de unos 200 milisegundos». Mediante videos de alta velocidad y alta resolución, estos científicos han descubierto que una mosca es capaz de mover sus patas traseras y colocarlas justo en la posición idónea para emprender el vuelo con el fin de huir. Cuentan también que son capaces de hacer esto y no necesariamente cumplirlo; es decir, si finalmente el atacante no ataca a la mosca, vuelven a su posición normal. También son capaces de usar este sistema mientras realizan otras acciones.

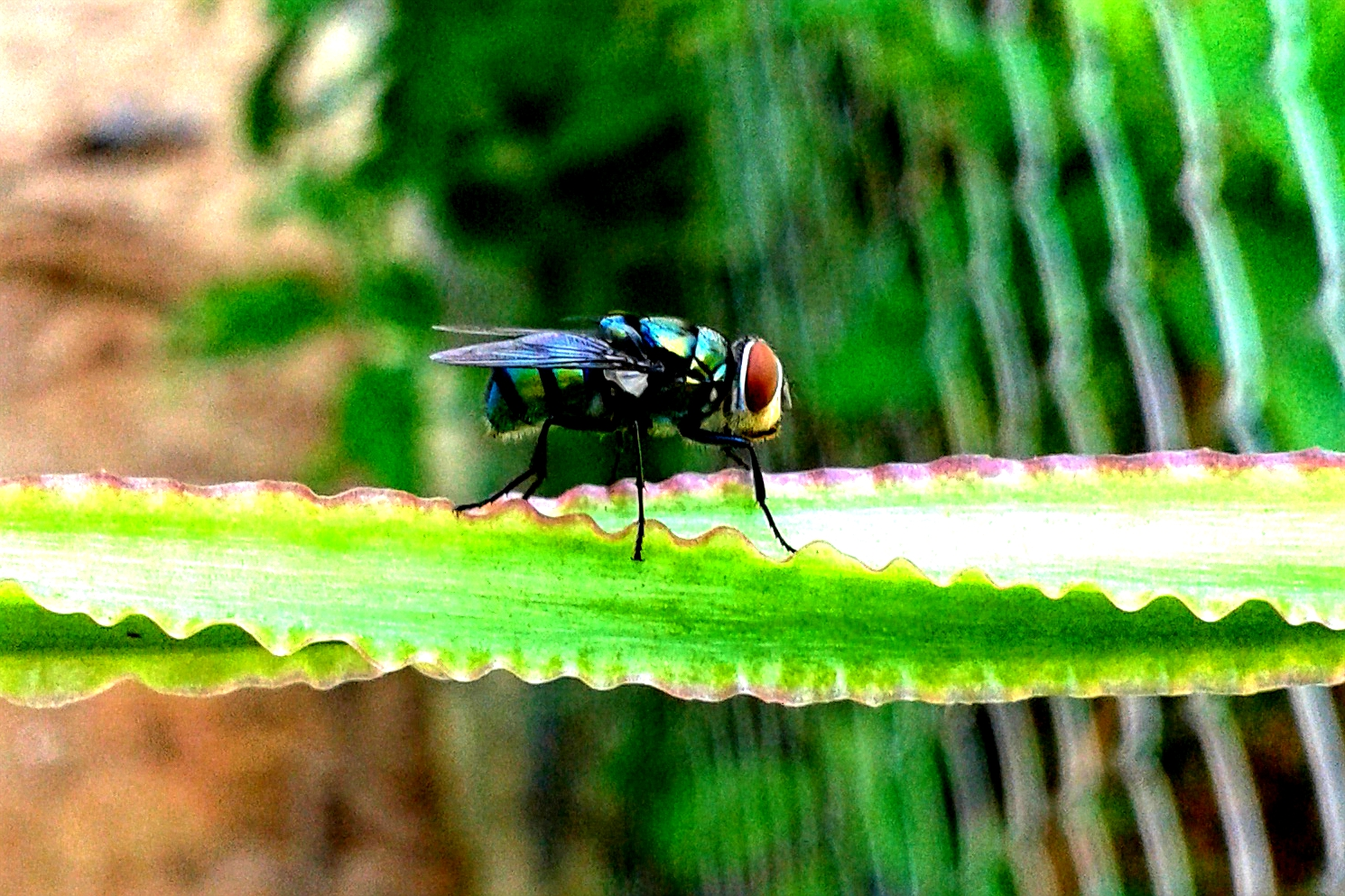

## Libre albedrío en moscas
En diciembre de 2010 se publicó en la revista Proceedings of the Royal Society el artículo «Hacia un concepto científico de la voluntad libre como un rasgo biológico: acciones espontáneas y toma de decisiones en los invertebrados» en el cual se afirma que hasta los invertebrados manifiestan de alguna manera una conducta con libre albedrío. Su autor, Björn Brembs, afirma que el comportamiento de las moscas, aunque no es completamente libre, no está completamente constreñido. El trabajo aporta evidencia obtenida de cerebros de moscas, cerebros que parecen estar dotados de flexibilidad en la toma de decisiones. El científico señala que la capacidad de elegir entre diferentes opciones de comportamiento, incluso en la ausencia de diferencias en el medio ambiente, sería una capacidad común a la mayoría de los cerebros, si no de todos, por lo que los animales más simples no serían autómatas totalmente predecibles. Asimismo, señala que dicha capacidad tiene su explicación adaptativa como respuesta frente a competidores, presas y predadores.

## Galería de imágenes

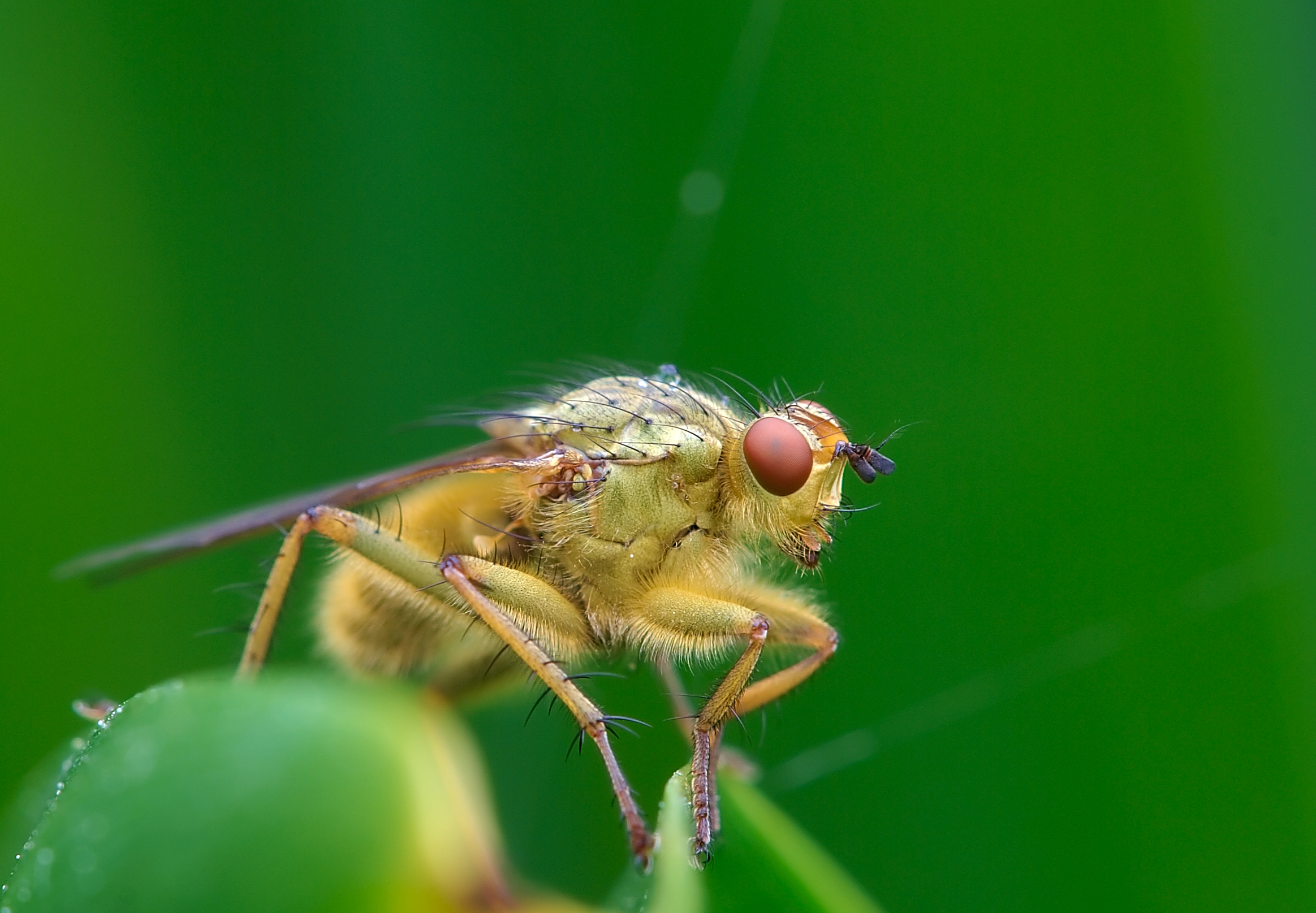
Mosca de estiércol
Animación de una mosca
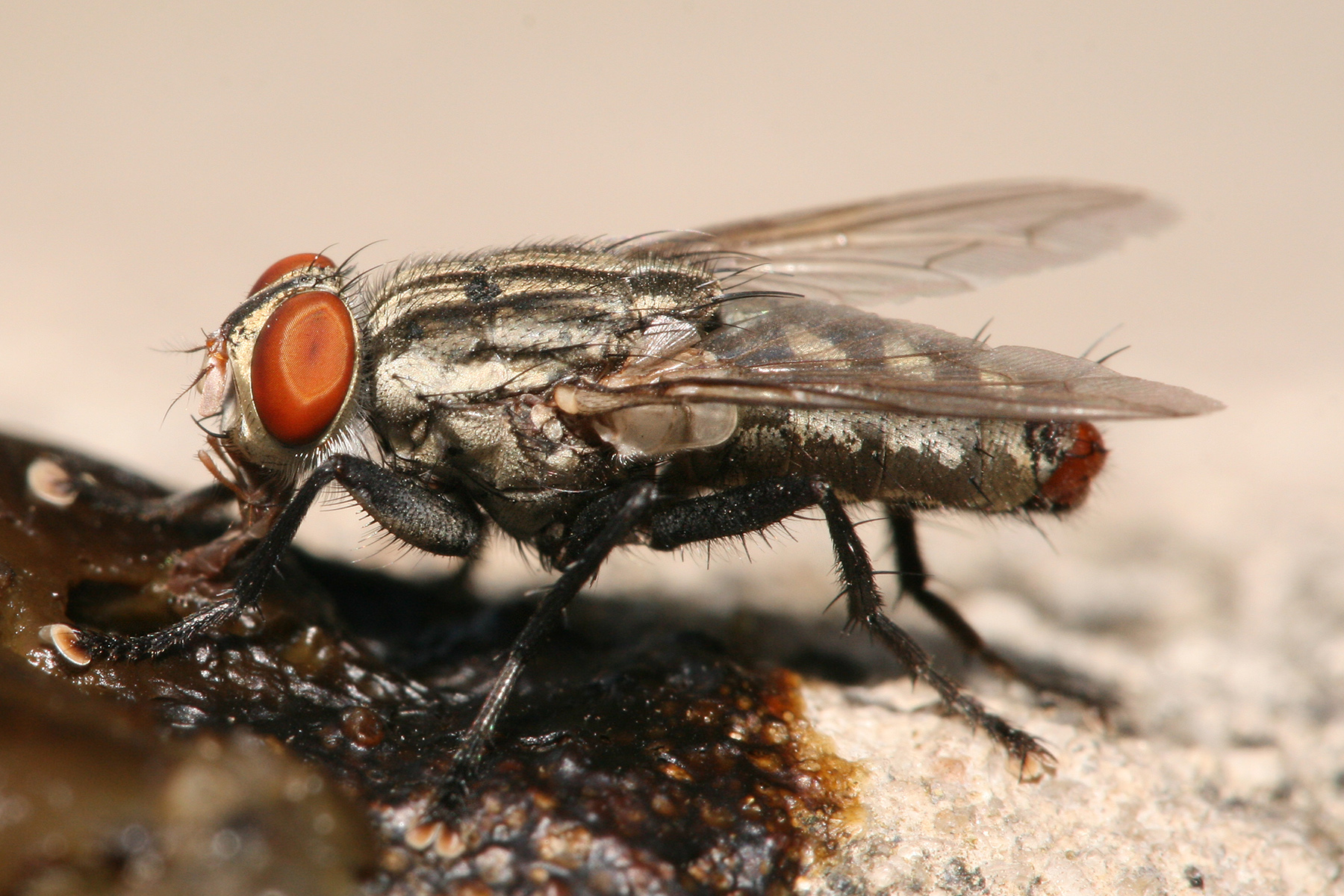
Sarcophaga (Sarcophagidae)
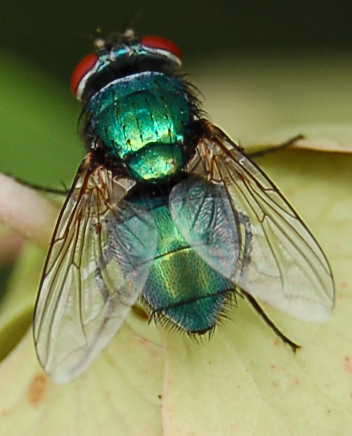
Lucilia sp. (Calliphoridae)
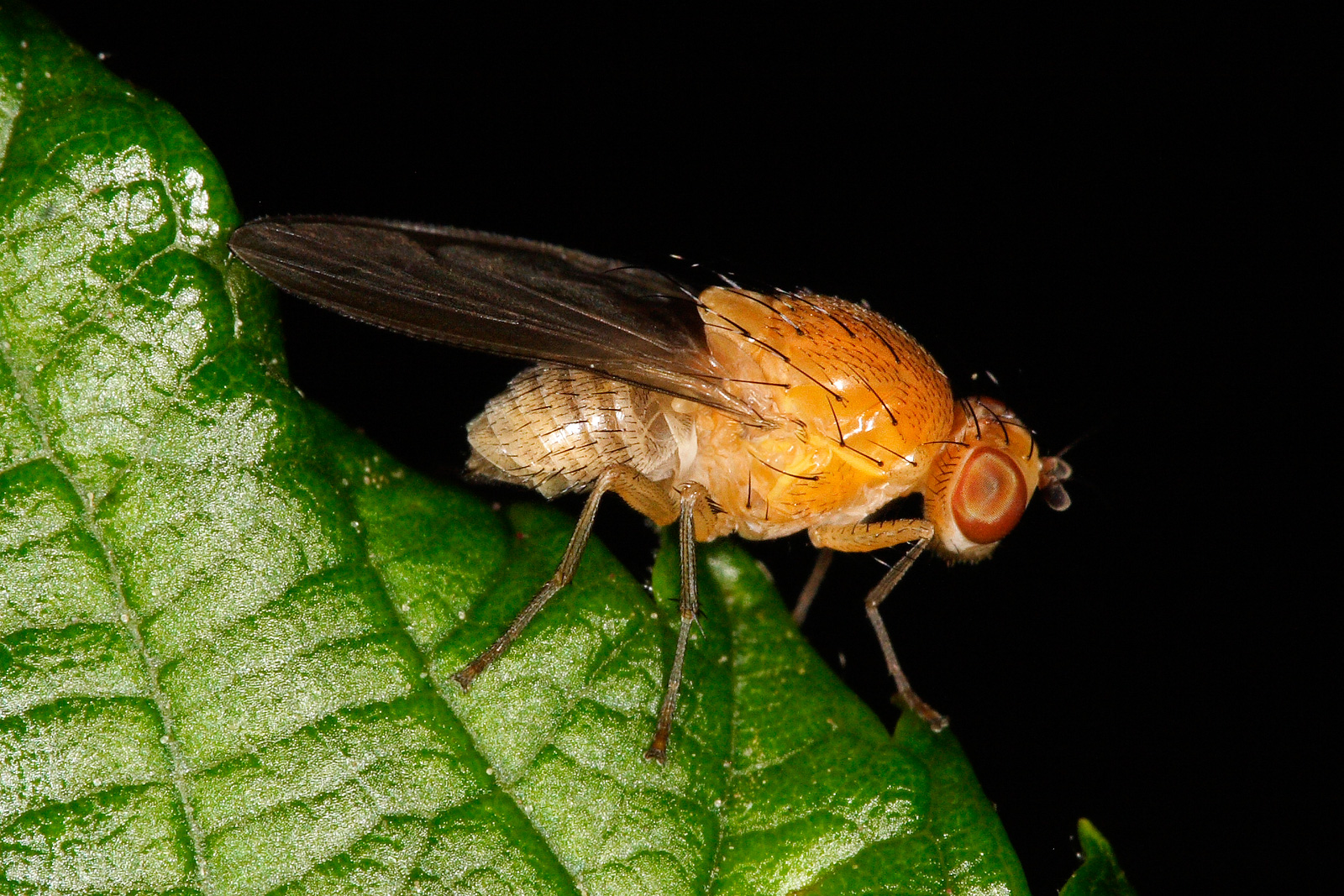
Drosophila melanogaster (Drosophilidae)
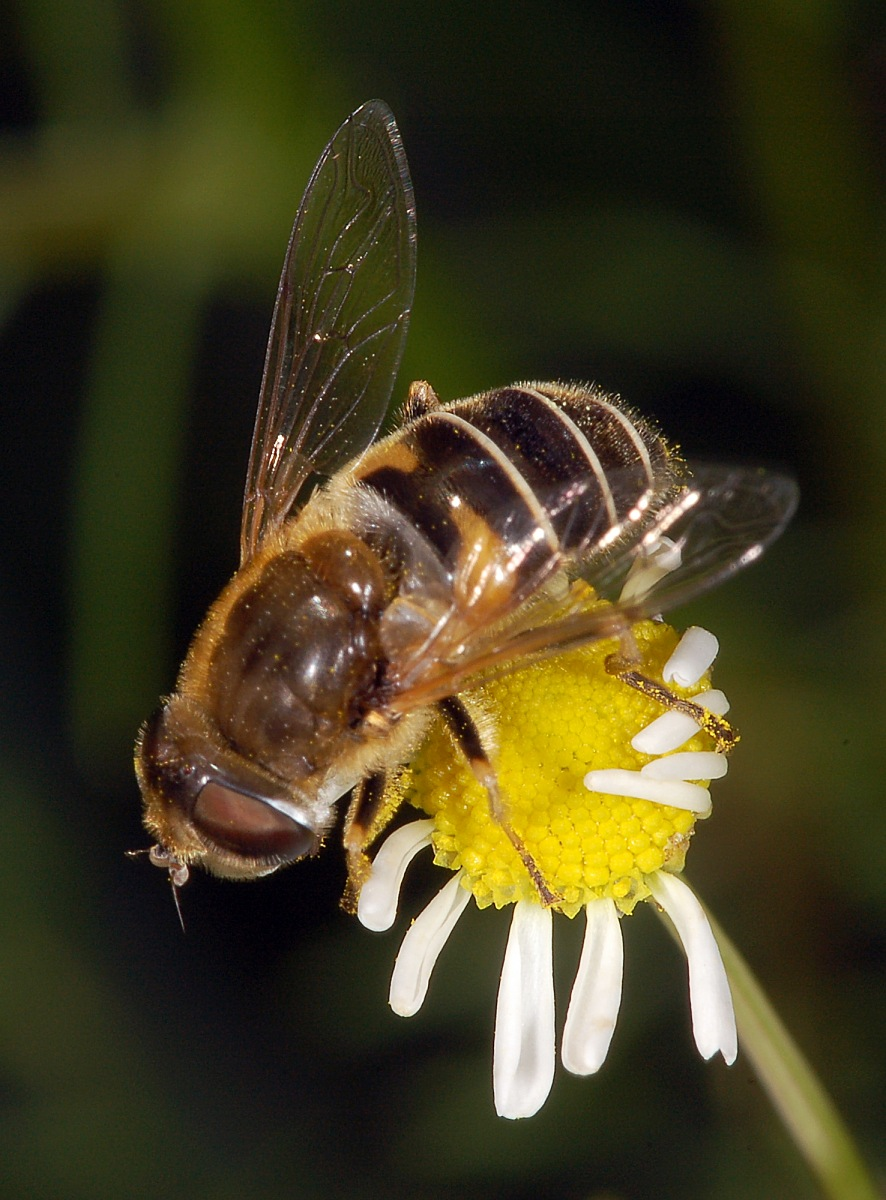
Eristalis (Syrphidae), una mosca que imita a una abeja
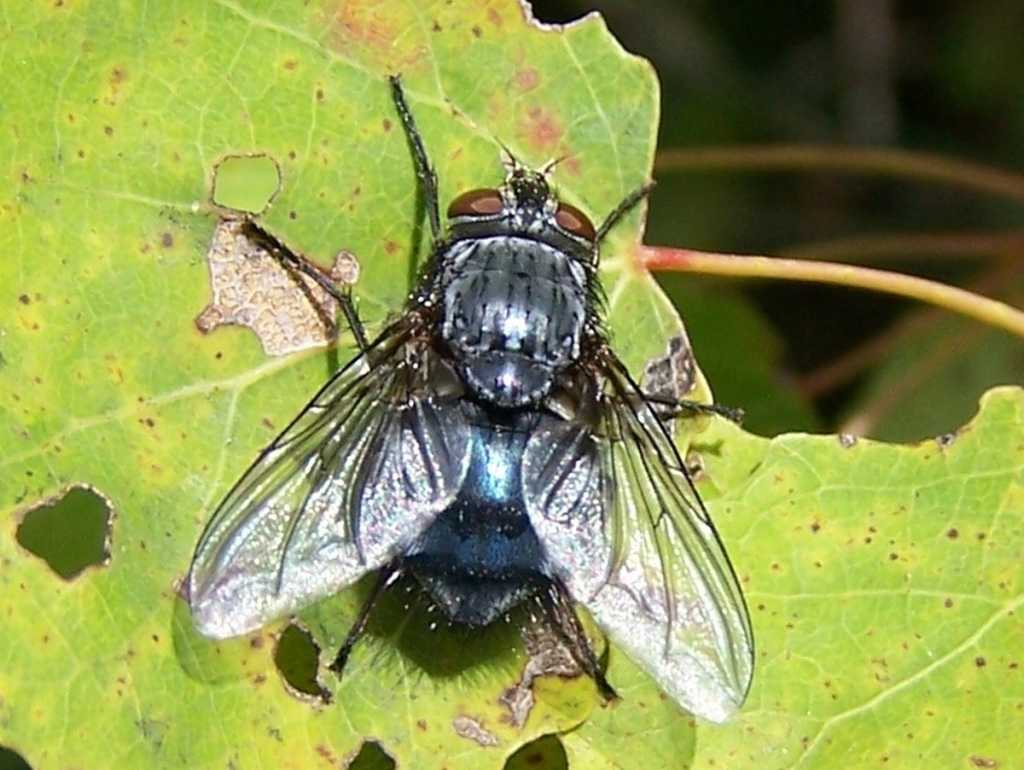
Musca domestica
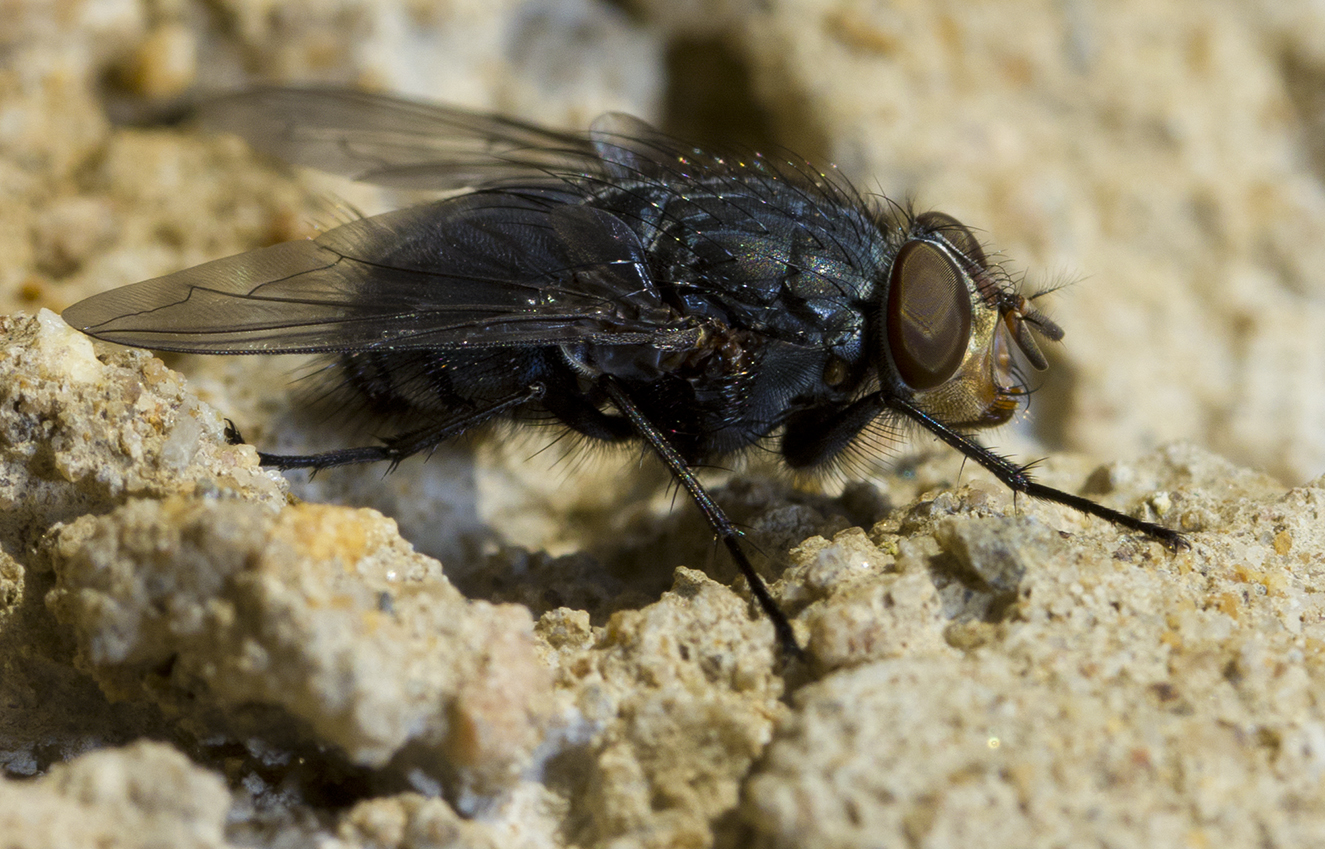
Calliphora vomitoria (Calliphoridae)
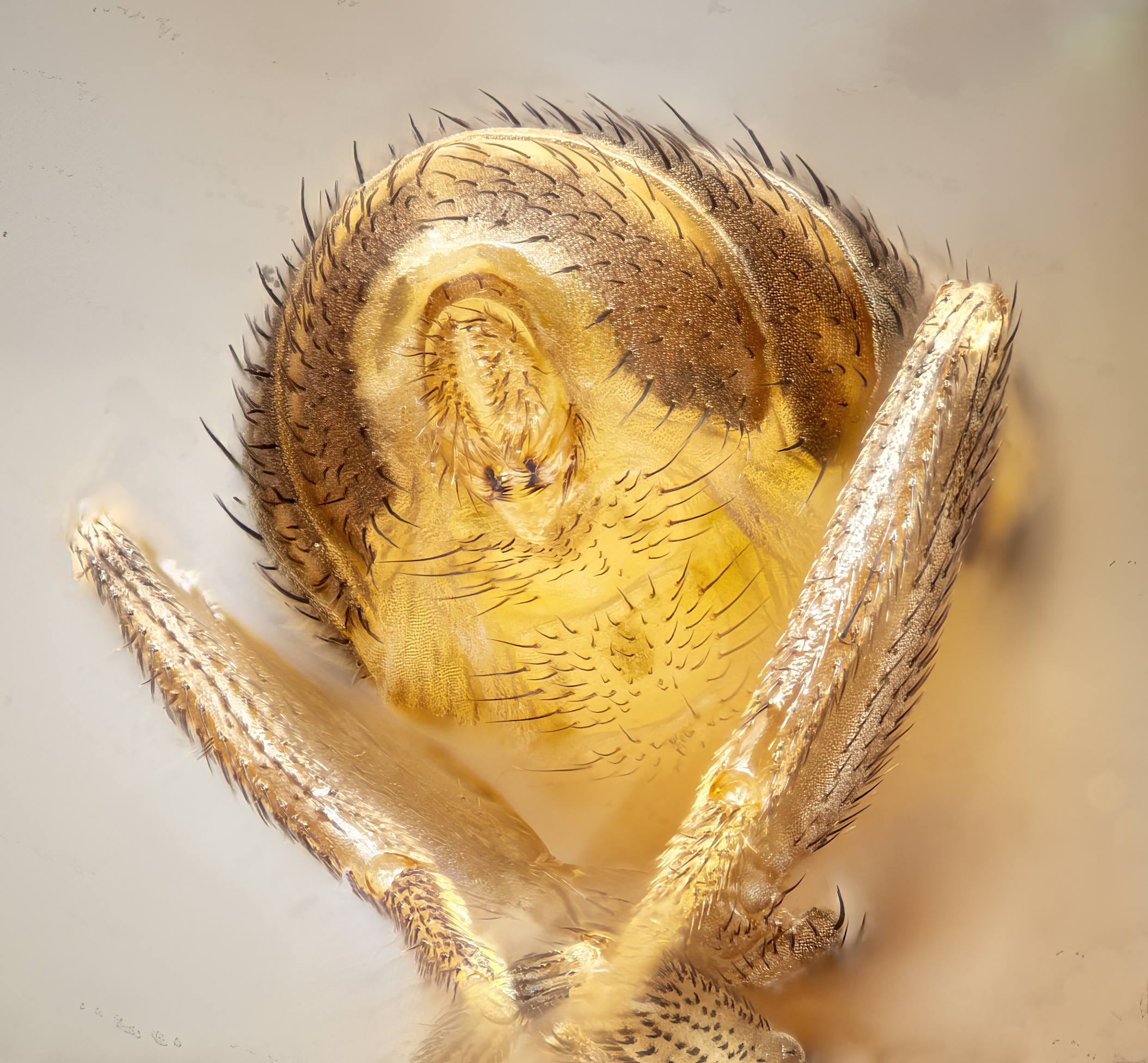
Parte posterior de mosca pequeña.
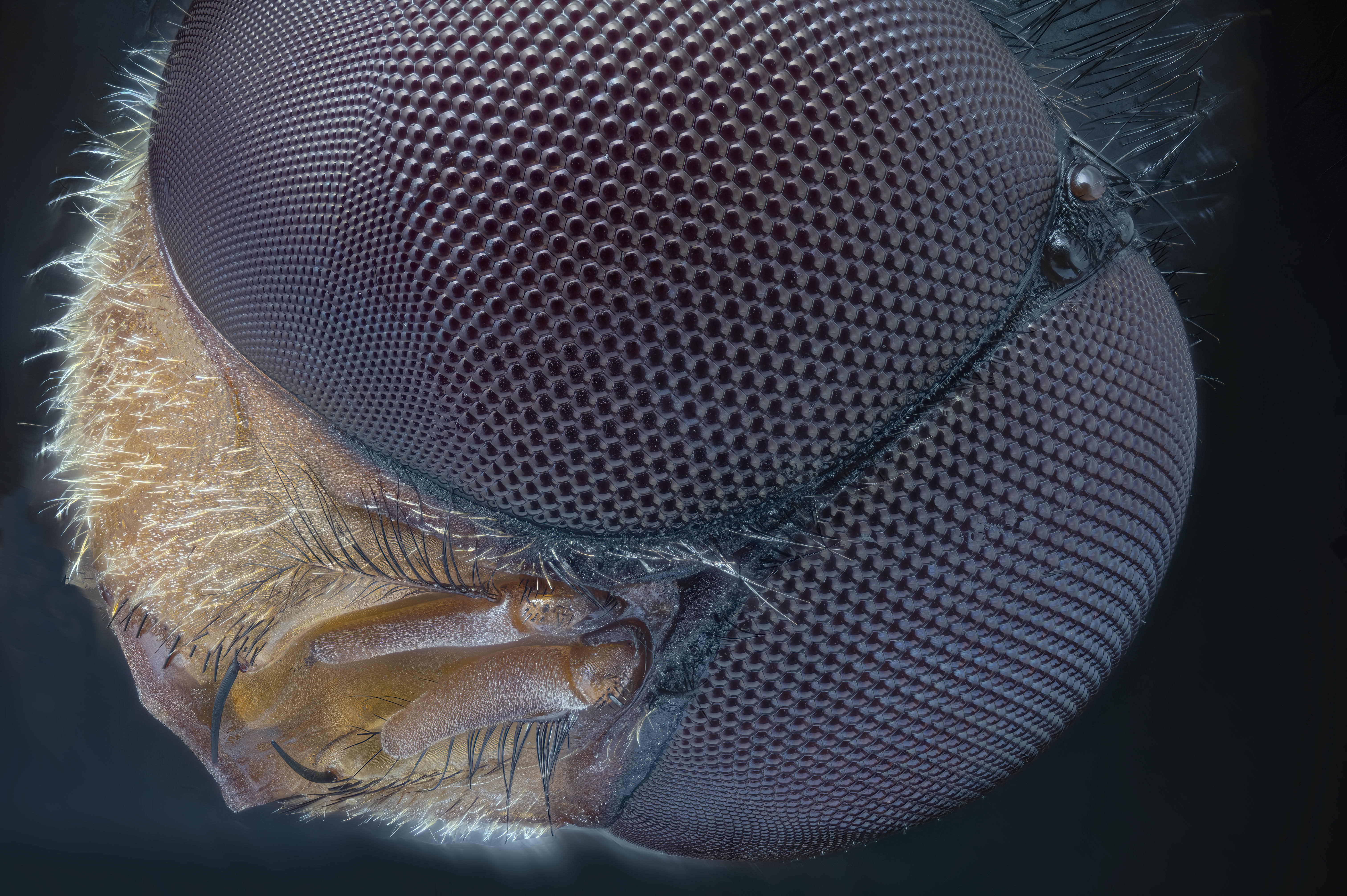
Mosca grande, ojos.
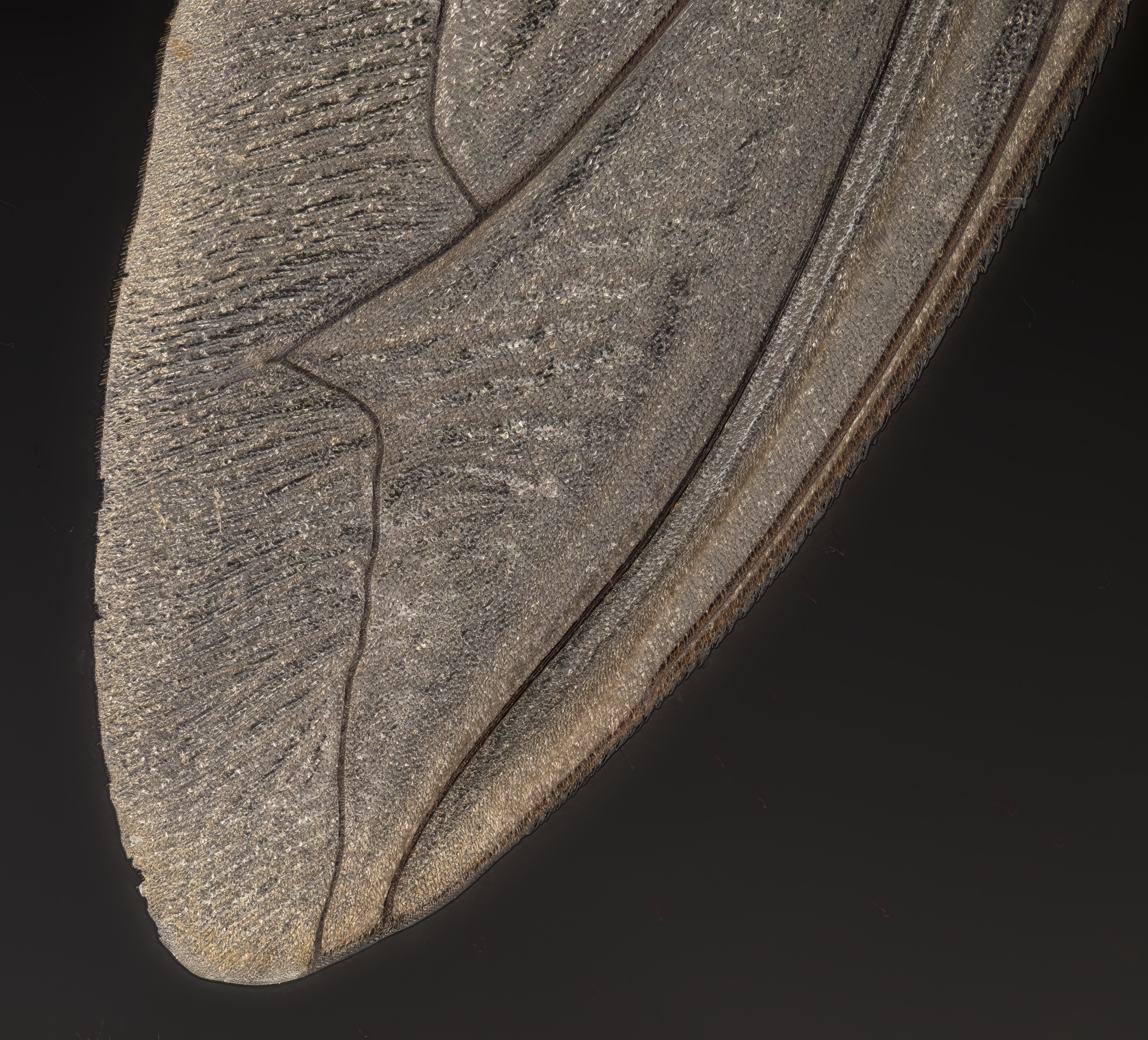
Ala de mosca, detalle.

## Las moscas y la cultura
Se han usado a menudo las moscas en la mitología y literatura para representar a agentes de muerte y deterioro, como la cuarta de las diez plagas de Egipto. Se han retratado como las malvadas (por ejemplo, en la mitología griega, Myiagros era un dios que ahuyentaba las moscas durante los sacrificios a Zeus y Atenea, y Zeus envió una mosca a morder al caballo Pegaso causando la caída de Belerofonte a la Tierra cuando lo montó para llegar al Olimpo).

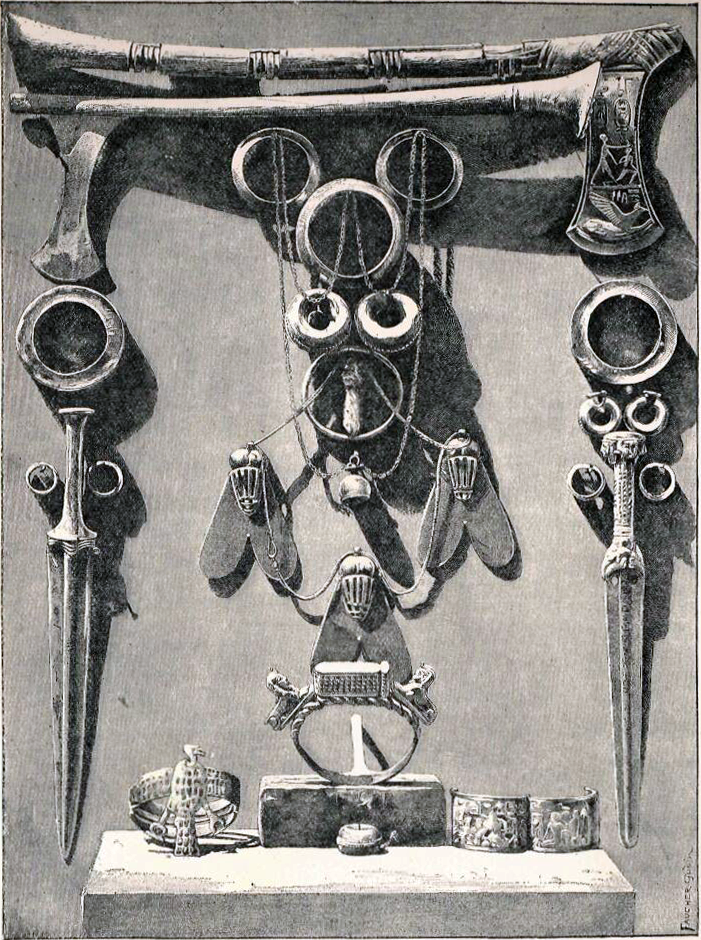
Joyas y armas ceremoniales encontradas en el enterramiento de la reina Ahhotep, incluyendo un hacha en cuyo filo se representa al faraón Amosis I abatiendo a un soldado hicso, y las moscas de oro concedidas a la reina por su apoyo en la lucha contra los hicsos.

No obstante, en algunas culturas la connotación no es tan negativa (por ejemplo, en la religión tradicional de los Navajo, la Mosca Grande es un espíritu importante).
La mosca, como símbolo de valor indomable, insistencia y tenacidad frente al conflicto, era el mayor galardón militar en la cultura egipcia, la más alta distinción concedida por el faraón a sus valientes. El faraón Amosis condecoró en una bella ceremonia a su madre, Ahhotep, con un collar con tres grandes moscas de oro, de 9 cm de altura. Ninguna otra reina de Egipto recibió esta condecoración militar. Ahmosis reconocía así que la inspiradora de la guerra de liberación había sido Ahhotep; era su forma de reconocer los grandes esfuerzos y sacrificios a los que se había sometido esta reina, entregada a la causa de liberar a Egipto del yugo de los hicsos.
Los habitantes de Cirene ofrecían sacrificios al dios Acoro para que les librase de estos insectos. Los acarnanios veneraban a las moscas y los naturales de Acaron ofrecían incienso a la divinidad que las cazaba. Los griegos tenían así mismo su dios Cazamoscas (Myiagros). Eliano dice que las moscas se retiraban por sí solas en los juegos olímpicos y pasaban a la otra parte del río Alfeo. En el templo de Apolo en Accio, cuando se acercaba la fiesta, se inmolaba un toro a las moscas que, una vez saciadas, se retiraban.
El demonio Belcebú recibe el nombre de "el señor de las moscas", debido a un juego de palabras que convirtió al dios cananeo Ba'al Zebûl (literalmente "el señor príncipe") en Baal Zabut ("el señor de las moscas").
En la Roma antigua había un templo, el de Hércules vencedor, en el cual no entraban jamás las moscas, por más que aquel héroe no hubiese podido jamás ahuyentarlas, ya que, según Teófilo y Paracelso, ni el mismo Júpiter tiene este poder. Las moscas acudían a miríadas a los sacrificios de Moloch y los judíos consideraban de feliz agüero que no se viera jamás una mosca en el templo de Salomón.
El poema de Emily Dickinson dice «yo oí el zumbido de una mosca cuando moría»; haciendo referencia a las moscas en el contexto de la muerte. De igual manera, en el arte y la ficción, se usan también principalmente las moscas para introducir elementos de horror o una sensación de suciedad; un ejemplo de lo anterior es la película de ciencia ficción de 1958 titulada La mosca así como la nueva versión en La mosca de 1986, en la que se observaba a un científico intercambiar partes de su cuerpo (ADN) accidentalmente con los de una mosca. La habilidad de las moscas de aferrarse a casi cualquier superficie también ha inspirado el apodo de "hombre mosca" para personas con habilidades de escalado y paracaidismo en los edificios.
Las moscas son uno de los símbolos personales del poeta Antonio Machado; en su poema Las moscas las retrata como animalillos revoltosos y entrañables que evocan la infancia del poeta y no tienen respeto ni por los «párpados de los muertos».